# 배상문
배상문(裵相文, 1986년 6월 21일 ~ )은 대한민국의 골프 선수이다.
소속사는 올댓스포츠이고, 소속팀은 키움증권이다.
2004년 KPGA 입회하면서 데뷔하였는데 울산에서 태어나  부산상고를 졸업했음에도 대구 연고의 삼성에서 오래 지도자 생활을 한 유백만이 골프 지도자로 변신한 뒤 본인(배상문) 등 대구 출신 골퍼들을 많이 지도했다.

## 우승 경력
| No. | 일시             | 대회                 | 타수                  | 타수차 | 2위             |
| --- | ---------------- | -------------------- | --------------------- | ------ | --------------- |
| 1   | 2013년 5월 21일  | 바이런 넬슨 챔피언십 | -7 (66-66-66-69=267)  | 2타차  | 키건 브래들리   |
| 2   | 2014년 10월 12일 | Frys.com 오픈        | -15 (66-69-65-73=273) | 2타차  | Steven Bowditch |

### 아시아 투어
| No. | 일시            | 대회                | 타수                  | 타수차     | 2위                  |
| --- | --------------- | ------------------- | --------------------- | ---------- | -------------------- |
| 1   | 2007년 5월 27일 | SK 텔레콤 오픈      | -17 (64-69-71-67=271) | 6타차      | 아론 배들리、 김경태 |
| 2   | 2008년 10월 5일 | 한국 오픈           | -11 (67-70-67-69=273) | 1타차      | 이안 폴터            |
| 3   | 2009년 5월 17일 | GS 칼텍스 매경 오픈 | -7 (71-70-70-70=281)  | 플레이오프 | 오태근（Ted Oh）     |

### 일본 골프 투어
- 2011년 KBC 오거스타 골프 토너먼트
- 2011년 코카콜라 동해 클래식
- 2011년 일본 오픈 골프 선수권 대회

### 기타 대회
- 2006년 에머슨 퍼시픽 그룹 오픈 (Emerson Pacific Group Open)
- 2008년 KEB 초대 우승 (KEB Invitational), 포르 티스 인터내셔널 챌린지 (Fortis International Challenge)
- 2009년 한국 오픈 (Kolon-Hana Bank Korea Open) (OneAsia Tour)
- 2010년 SK 텔레콤 오픈 (SK Telecom Open) (OneAsia Tour)

### 수상내역
- 2013년 발렌타인 한국프로골프대상 해외특별상
- 2014년 PGA투어 프라이스닷컴 오픈 우승
- 2014년 한국프로골프투어 제30회 신한동해오픈 우승
- 2014년 발렌타인 한국프로골프대상 해외특별상
- 2018년 PGA 웹닷컴투어 알버트슨 보이시 오픈 우승